# Georg Muche
Georg Muche (Querfurt, 8 de mayo de 1895 - Lindau, 26 de marzo de 1987) fue un arquitecto, pintor, grabador y escritor alemán.

## Biografía
Nació en la localidad de Querfurt, en el sur de Sajonia y se crio en el área del Rhön. En 1913 se trasladó a Múnich, donde comenzó sus estudios de arte en la Escuela de Pintura y Artes Gráficas fundada por Anton Ažbe. En 1914 intentó acceder a la Real Academia Bávara de Bellas Artes de Múnich, pero no pudo pasar la prueba de acceso.
En 1915 se trasladó a Berlín, donde continuó su formación en Pintura. Allí conoció la obra de Wassily Kandinsky y Max Ernst, y desde aquellos momentos tendió hacia la abstracción, convirtiéndose en uno de los artistas más tempranos relacionado con el arte abstracto alemán.
Fue en la actual capital teutona donde entró a formar parte del grupo Sturm, impartiendo clases desde 1916 hasta 1920. En estos años, su producción se vio fuertemente influida por Paul Klee y Marc Chagall.
En 1919, tras pasar un año sirviendo en el frente occidental durante la Primera Guerra Mundial, recibió una invitación de Walter Gropius para unirse al equipo docente de la Bauhaus, convirtiéndose en el profesor más joven de la escuela. Dirigió el taller de tejido entre 1919 y 1925 y el curso preliminar de 1921-1922.
Su estancia en la Bauhaus le llevó a evolucionar su obra, que fue de la abstracción hacia tendencias más figurativas y orgánicas. En 1923 fue nombrado para organizar la Exposición de la Bauhaus, y con motivo de la misma diseñó una casa experimental conocida como Haus am Horn, que sería construida en 1923 como ejemplo de la primera aplicación práctica de la nueva construcción estilo Bauhaus. De todos los edificios originales pertenecientes a esta escuela, sólo este proyecto sigue en pie.
En 1925 se trasladó a Dessau, donde dirigió allí el taller de tejido hasta 1927, año en que se acabó de construir la vivienda Steel House, diseñada conjuntamente con Richard Paulick, y en el que abandonó la Bauhaus para unirse a la Escuela de Arte Moderno de Johannes Itten en Berlín, en la que trabajó hasta 1930. Entre 1931 y 1933 impartió clases en la Academia Estatal de Arte y Artes Aplicadas en Breslau donde trabajó con Oskar Schlemmer. En 1933 regresó de nuevo a Berlín, donde retomaría su trabajo como profesor, pero entonces en la Escuela de Arte y Trabajo. Entre 1939 y 1958 se trasladó a la Escuela de Ingenieros de Textiles en Krefeld y en 1960 se instaló en Lindau, donde residiría hasta su muerte en 1987.
En 1979 recibió el Premio Lovis Corinth, entregado por la ciudad de Ratisbona, y en 1980 el Bauhaus Archive de Berlín reunió una extensa retrospectiva sobre su labor hasta 1927 titulada Das Werk Künstleriche 1912-1927.